# Let It Go (chanson de Yuna Itō)
Pour les articles homonymes, voir Let It Go.
Singles de Yuna Itō
Trust You
(2009) Mamotte Agetai
(2010)
Let It Go est le 14e single de Yuna Itō, sorti le 11 novembre 2009 au Japon sous le label Studioseven Recordings en CD et CD+DVD.
Il atteint la 36e place du classement de l'Oricon. Vendu à 2 858 exemplaires la première semaine, il reste classé pendant 3 semaines, pour un total de 4 001 exemplaires vendus.
Let It Go a été utilisé comme thème musical pour le film Tenshi No Koi. Happy Days a été utilisé comme campagne publicitaire pour Hawkin's Lady. Let It Go se trouve sur la compilation Love (2010).

## Liste des titres
| 1. | Let It Go                 | Yukino Shima Naka | Superfly | 5:17 |
| 2. | Happy Days                | 六ツ見純代        | Rabbits  | 3:19 |
| 3. | Let It Go (instrumental)  |                   |          | 5:17 |
| 4. | Happy Days (instrumental) |                   |          | 3:15 |

| 1. | Let It Go (PV) |  |
| 2. | making of      |  |